# John Eliot Gardiner
John Eliot Gardiner, född 20 april 1943 i Fontmell Magna, Dorset, är en brittisk dirigent. 
Gardiner är framför allt känd för sina framföranden och tolkningar på tidstrogna instrument av musik från barocken. Gardiner har gjort mer än 250 inspelningar. Han grundade Monteverdikören (Monteverdi Choir) och English Baroque Soloists. Hans diskografi spänner från Claudio Monteverdi till Benjamin Britten och innehåller inte bara tidig musik och barockmusik, som är det han är mest känd för, utan också mängder av musik från klassicism och romantik såsom Beethovens alla nio symfonier, Berlioz’ Fausts fördömelse och Verdis Falstaff.
Som gästdirigent har Gardiner framträtt med några av de mest berömda orkestrarna i världen såsom The Philharmonia, Boston Symphony Orchestra, Cleveland Orchestra, Concertgebouworkestern i Amsterdam och Wienerfilharmonikerna.

## Karriär
Gardiner började dirigera vid femton års ålder. Han studerade historia och arabiska vid King's College i Cambridge innan han började sina musikstudier för Thurston Dart vid King’s College i London och senare för Nadia Boulanger i Paris. 
Redan under sin tid i Cambridge bildade han Monteverdikören med vilken han gjorde sin dirigentdebut i Wigmore Hall i London 1966. 1968 bildade han Monteverdi Orchestra som ett komplement till kören. Orkestern kom senare att bli English Baroque Soloists.
Gardiner gjorde sin operadebut med Mozarts Trollflöjten 1969 på English National Opera och på Covent Garden framträdde han första gången 1973 då han dirigerade Glucks Ifigenia på Tauris. 1990 bildade han en ny orkester för att med den framföra 1800-talsmusik: Orchestre Révolutionnaire et Romantique. 
I samband med Monteverdikörens 25-årsjubileum 1989 gjordes en världsturné med Monteverdis vesper Vespro della Beata Vergine 1610.
Gardiner adlades av den brittiska drottningen 1998 och under år 2000 framförde Gardiner under 52 veckor Bachs samtliga kantater runt om i Europa och i USA.
John Eliot Gardiner har gästat Sverige med Monteverdikören vid flera tillfällen, senast i samband med Föreningen Sveriges Körledares konvent i Lund och Köpenhamn år 2000.